# بطليموس الخامس عشر (قيصرون)
بطليموس الخامس عشر أو قيصرون هو ابن الملكة كليوبترا السابعة ملكة مصر والإمبراطور الروماني يوليوس قيصر.
ولد بطليموس قيصر أو بطليموس الخامس عشر المعروف بقيصرون (قيصر الصغير) في 23 يونيو 47 قبل الميلاد. يعتبر آخر سليل ملوك الفراعنة البطالمة. جده الأكبر بطليموس الأول أحد قادة الإسكندر الأكبر وأمه هي كليوبترا ملكة مصر الشهيرة ووالده يوليوس قيصر إمبراطور روما وأحد أعظم القادة العسكرين والحكام في التاريخ.

## النشأة

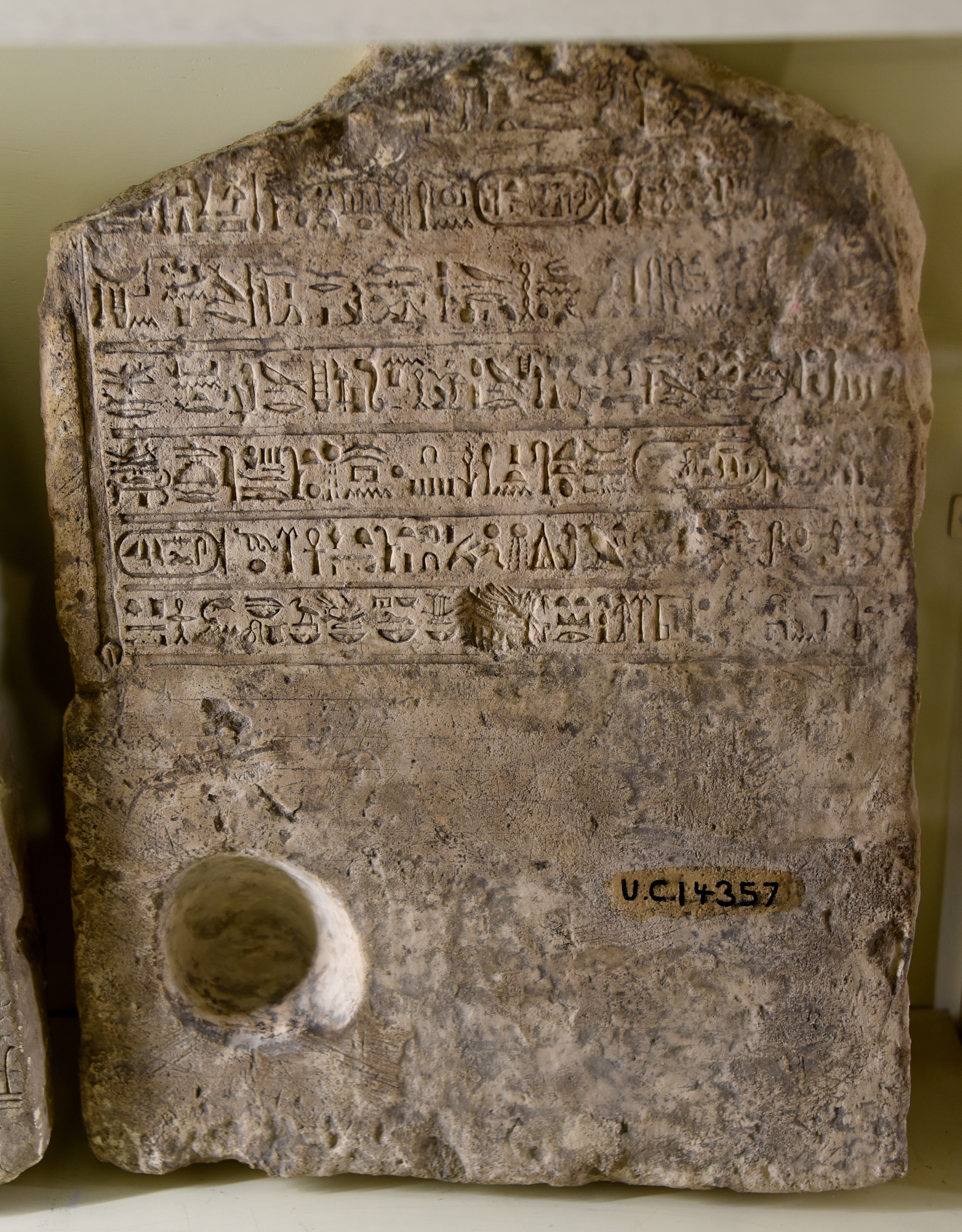
لوحة من الحجر الجيري لكاهن بتاح الأكبر تحمل خراطيش كليوباترا وقيصرون،متحف بتري للآثار المصرية، لندن.

وُلد قيصرون يونيو عام 49 ما قبل الميلاد في الإسكندرية ،مصر. امه كليوباترا صممت على انه إبن يوليوس القيصر، بالرغم من انه يُقال بأنه ورث ملامح وطباع القيصر، لم يعترف به يوليوس القيصر رسميا كإبنًا له. حتى أن أحد أنصار قيصر، جايوس أوبيوس، كتب كتيبًا حاول فيه إثبات أن قيصر لا يمكن أن يكون أب قيصرون. رغم ذلك فقد يكون يوليوس قيصر سمح لقيصرون بإستخدام اسمه.
كما قضى قيصرون سنتين من طفولته (46-44 ق.م) في روما،حيث كان هو وامه ضيوف القيصر. لقد أملت كليوباترا ان ابنها سيُخلف أبيه القيصر في حكم الجمهورية الرومانية، وايضًا في حكم مصر، لكن بعد اغتيال يوليوس قيصر 15 مارس عام 44 قبل ميلاد، رحلت كليوباترا مع إبنها قيصرون الى مصر. وفي 2 سبتمبر 44 قبل الميلاد، أصبح قيصرون الحاكم المشارك مع كليوباترا وكان عنده ثلاث سنوات آنذاك، لكن كانت كليوباترا في الواقع هي من تدير شئون الدولة. كما قارنت كليوباترا علاقتها مع إبنها قيصرون، بعلاقة المعبودة إيزيس مع إبنها حورس.
لا يوجد أي سجل تاريخي لقيصرون بين عام 44 ق.م حتى هبات أنطاكية 36 ق.م، وبعد عامين يظهر مره آخرى في هبات الإسكندرية. أنشأ مارك انطوني وكليوباترا الهبات للتبرع بالأراضي تحت حكم روما و بارثيا الى أطفال كليوباترا:قيصرون، واخوانه الثلاثة من زوج امه مارك انطوني (الأسكندر هيليوس،كليوباترا سيليني الثانية،بطليموس فيلادلفوس).
كما أعطى أوكتافيان موافقة عامة على تبرعات أنطاكية في عام 36 قبل الميلاد.

## فرعون

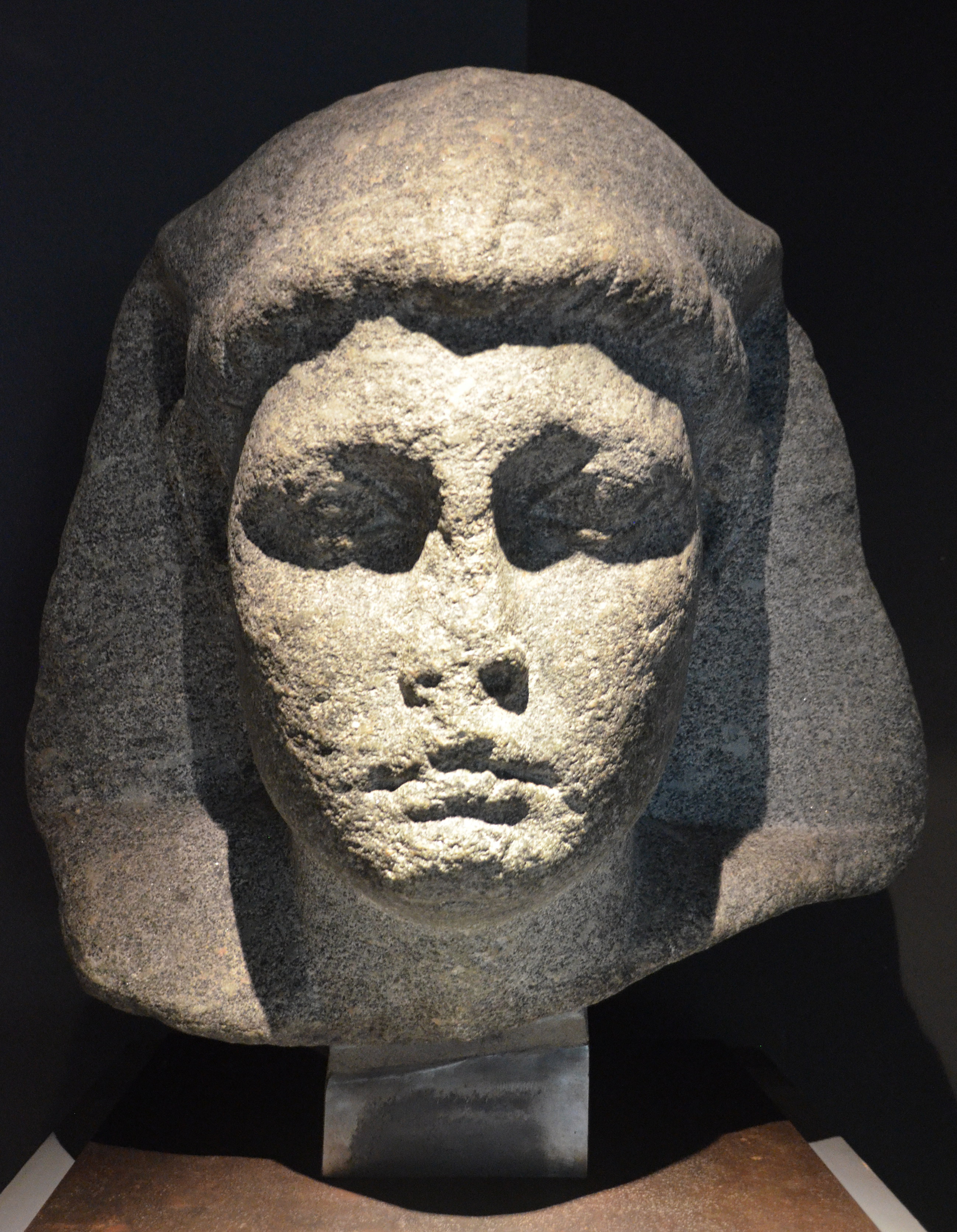
رأس من الجرانيت منسوب إلى قيصرون وهو ظاهر مرتديًا للنمس الفرعوني، موجود في متحف الآثار مكتبة الإسكندرية، مصر

في عام 34 قبل الميلاد، منح أنطوني المزيد من الأراضي الشرقية وألقاب لقيصريون وأطفاله الثلاثة من كليوباترا في هبات الأسكندرية. أُعلن أن قيصريون إله، وابن إله، و"ملك الملوك". كما أعلن أنطوني أن قيصريون هو الابن الحقيقي لقيصر ووريثه. كان هذا الإعلان بمثابة تهديد مباشر لأوكتافيان (الذي هدد مطالبته بالسلطة باعتباره حفيد أخ يوليوس قيصر وابنه المتبنى). تسببت هذه التصريحات جزئيًا في الخرق القاتل في علاقات أنطوني مع أوكتافيان، الذي استخدم الاستياء الروماني من هبات التبرعات لكسب الدعم للحرب ضد أنطوني وكليوباترا.

## وفاته

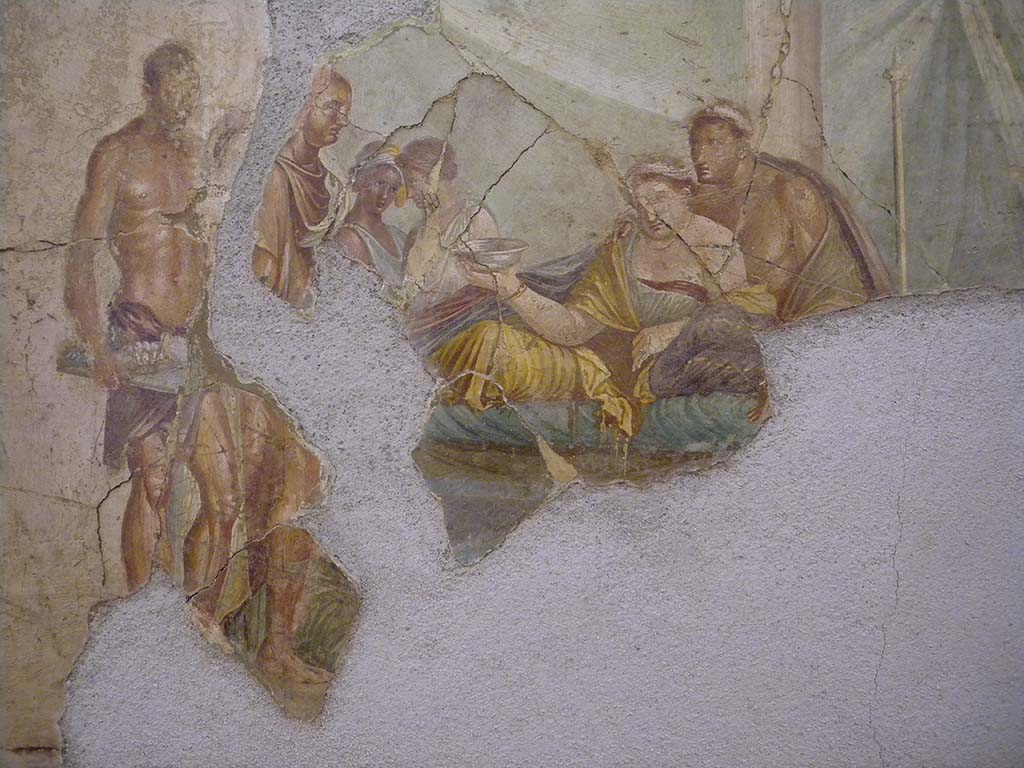
لوحة رومانية من بومبي، أوائل القرن الأول الميلادي، على الأرجح تصور كليوباترا السابعة، مرتدية إكليلها الملكي، وهي تتناول السم في عملية انتحارية، بينما يقف قيصريون، الذي يرتدي أيضًا إكليلًا ملكيًا، خلفها

بعد هزيمة مارك أنطوني وكليوباترا في معركة أكتيوم البحرية عام 31 قبل الميلاد، يبدو أن كليوباترا قد أعدت قيصريون ليتولى منصب "الحاكم الوحيد بدون والدته". ربما كانت تنوي الذهاب إلى المنفى، ربما مع أنطوني. يظهر قيصرون مرة أخرى في السجل التاريخي في عام 30 قبل الميلاد، عندما غزا أوكتافيان مصر وبحث عنه. ربما تكون كليوباترا قد أرسلت قيصرون، الذي كان يبلغ من العمر 17 عامًا في ذلك الوقت، إلى ميناء برنيس على البحر الأحمر بحثًا عن الأمان، ربما كجزء من خطة الهروب إلى الهند. يقول بلوتارخ أنه تم إرسال قيصريون إلى الهند، ولكنه تم استدراجه لاحقًا من أوكتافيان من خلال وعد كاذب، بأن يعطي أوكتافيان حكم مصر لقيصرون، 
تنص كتابة بلوتارخ كالتالي:
من المفترض أن أوكتافيان هو من قام بإعدام فرعون قيصرون في الإسكندرية، بناءً على نصيحة آريوس ديديموس، الذي قال "كثرة القياصرة ليست جيدة". يُعتقد على نطاق واسع أنه قد تم خنقه، لكن الظروف الدقيقة لوفاته لم يتم توثيقها. ثم تولى أوكتافيان السيطرة المطلقة على مصر.

## تصويرات

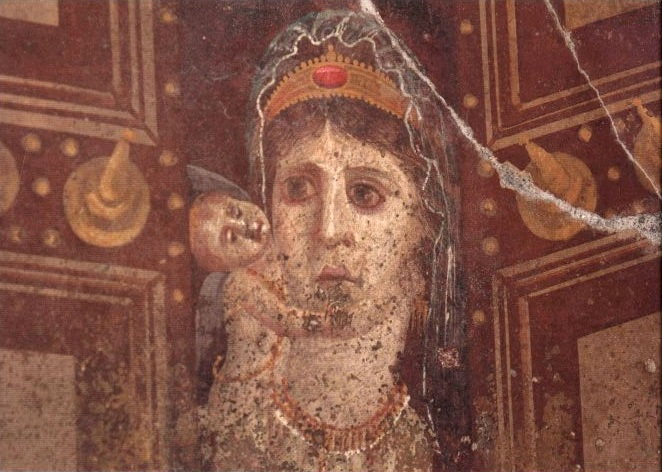
هذه اللوحة الجدارية الرومانية التي تعود إلى منتصف القرن الأول الميلادي في بومبي بإيطاليا، والتي تُظهر فينوس وهي تحمل كيوبيد، هي على الأرجح تصوير لكليوباترا السابعة في دور فينوس، مع ابنها قيصرون في دور كيوبيد.
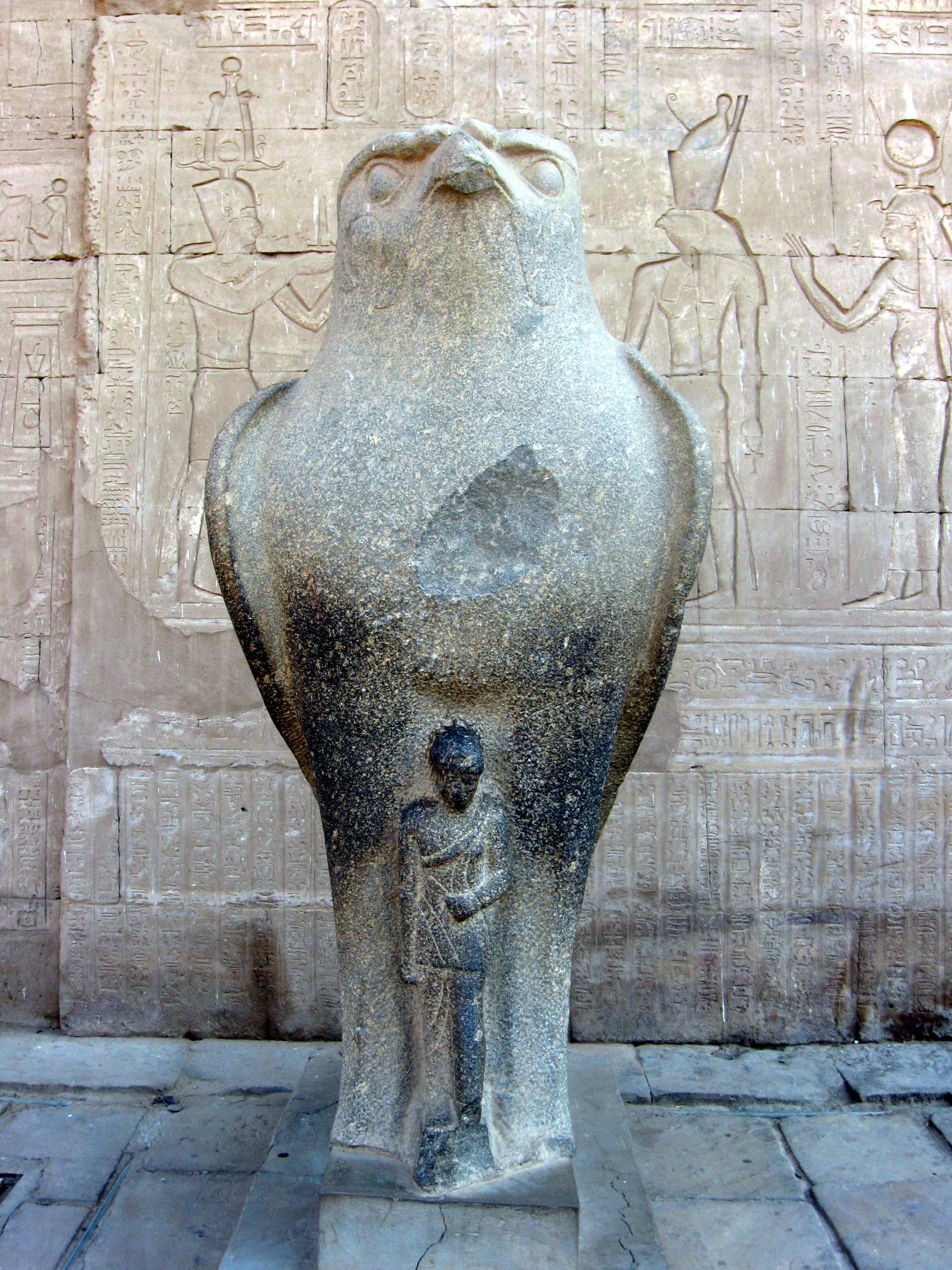
تمثال لحورس، وقيصرون واقفًا امامه، معبد إدفو

وُجدت صور قليلة لقيصرون،و يُعتقد أنه تم تصويره في تمثال جزئي تم العثور عليه في ميناء الإسكندرية عام 1997، كما تم تصويره مرتين بشكل بارز، كفرعون بالغ، مع والدته في معبد حتحور في دندرة. وتظهر صورته وهو طفل على بعض العملات البرونزية الخاصة بكليوباترا.

## الأسماء المصرية
بالإضافة إلى اسمه وألقابه اليونانية، كان لدى قيصريون أيضًا مجموعة كاملة من الأسماء الملكية باللغة المصرية
- إيوابانتچير انتنيحيم –'"وريث الإله الذي يخلص"
- ستب إن بتاح–"المختار من بتاح"
- اير ماعت إن رع– "تنفيذ حكم رع " أو "شمس البر"
- سخمان خا آمون–"الصورة الحية لآمون"